# Aeropuerto Internacional de Wuhan-Tianhe
El Aeropuerto de Wuhan o también Aeropuerto Internacional de Wuhan Tianhe (IATA: WUH, OACI: ZHHH) es un aeropuerto en Wuhan, China.Fue abierto el 15 de abril de 1995. El aeropuerto esta a 26 kilómetros del centro de Wuhan y a  655 Millas (1054 km) de Pekín. Es el aeropuerto más congestionado de China central y esta, geográficamente , localizado en la red central de aerolíneas de China.
El aeropuerto sirvió 11,646,789 pasajeros en el 2010, haciéndolo el 14° aeropuerto más cogestionado de China. 

## Terminal 2
Los acontecimientos recientes incluyen la construcción de una segunda terminal, una pista de aterrizaje prevista en el segundo fin de servir mejor a los pasajeros cada vez mayores, así como para dar cabida al Airbus A380. El segundo terminal, el cual tiene una superficie de 121.200 metros cuadrados y una capacidad diseñada para manejar 13 millones de pasajeros y 320.000 toneladas de carga al año. El proyecto de ampliación se espera que esté finalizado en julio de 2008, con un costo total de 3,37 millones de yuanes (421,5 millones de dólares). En 2010, Wuhan se espera que sirva por lo menos cinco internacionales y 100 rutas nacionales. Algunos 12.2 millones de pasajeros se espera que pase a través de Wuhan cada año, y de la ciudad de manipulación de carga de capacidad es llegar a 144.000 toneladas.
El nombre de Tianhe (天河) se puede traducir como "Sky River", sino que es también uno de los nombres antiguos de la Vía Láctea.
Aviso a los viajeros que tengan un vuelo de conexión, este aeropuerto cierra cada día de 2 a 5:30 de la mañana, por lo que si estas dentro, te echan a la calle, sin más.

## Aerolíneas y destinos

### Destinos nacionales
| Aerolíneas              | Destinos |
| ----------------------- | --- |
| Air China               | Pekín, Chengdú, Dalian, Guangzhou, Haikou, Hailar, Hangzhou, Harbin, Hohhot, Shenzhen, Xiamen |
| Chengdu Airlines        | Chengdú, Lianyungang, Taizhou |
| China Eastern Airlines  | Pekín, Chengdú, Chongqing, Guangzhou, Enshi, Haikou, Kunming, Lanzhou, Ningbo, Qingdao, Sanya, Shanghái-Hongqiao, Shanghái-Pudong, Shenzhen, Shijiazhuang, Taipéi-Taoyuan, Taiyuan, Wenzhou, Xi'an, Xiamen                                    |
| China Southern Airlines | Pekín-Capital, Chengdu, Chongqing, Dalian, Enshi, Guangzhou, Guilin, Guiyang, Haikou, Hangzhou, Jinan, Kunming, Nankín, Nanning, Ningbo, Qingdao, Shanghái-Pudong, Shantou, Shenzhen, Taiyuan, Urumqi, Wenzhou, Xi'an, Xiamen, Xuzhou, Zhuhai |
| Hainan Airlines         | Pekín, Dalian, Haikou, Lanzhou, Sanya, Shenyang, Shenzhen, Urumqi, Wenzhou, Xi'an |
| Juneyao Airlines        | Shanghái-Hongqiao |
| Lucky Air               | Chengdú |
| Shandong Airlines       | Guangzhou, Guiyang, Jinan, Nanning, Qingdao, Sanya, Shenzhen |
| Shanghai Airlines       | Shanghái-Hongqiao |
| Shenzhen Airlines       | Changchun, Guangzhou, Hohhot, Kunming, Shenyang, Shenzhen, Wuxi, Xining |
| Sichuan Airlines        | Chengdú, Chongqing, Dalian, Nantong |
| West Air (China)        | Chongqing |
| Xiamen Airlines         | Chengdú, Chongqing, Fuzhou, Hangzhou, Jinan, Kunming, Quanzhou/Jinjiang, Tianjin, Urumqi, Xi'an, Xiamen, Zhengzhou |

### Destinos internacionales
Estos incluye la regiones administrativas especiales de China y el estado con reconocimiento limitado Taiwán.
| Ciudades por países | Nombre del aeropuerto                          | Aerolíneas                                                        | Aeronaves    | Frecuencias semanales |              |
| Norteamérica        | Norteamérica                                   | Norteamérica                                                      | Norteamérica | Norteamérica          | Norteamérica |
| ------------------- | ---------------------------------------------- | ----------------------------------------------------------------- | ------------ | --------------------- | ------------ |
| Estados Unidos      |                                                |                                                                   |              |                       |              |
| San Francisco       | Aeropuerto Internacional de San Francisco      | China Southern Airlines (Non-Stop o Vía CAN)                      |              |                       |              |
| Asia                |                                                |                                                                   |              |                       |              |
| Corea del Sur       |                                                |                                                                   |              |                       |              |
| Seúl                | Aeropuerto Internacional de Incheon            | Korean Air                                                        |              |                       |              |
| Hong Kong           |                                                |                                                                   |              |                       |              |
| Hong Kong           | Aeropuerto Internacional de Hong Kong          | Cathay Pacific China Eastern Airlines China Southern Airlines     |              |                       |              |
| Japón               |                                                |                                                                   |              |                       |              |
| Tokio               | Aeropuerto Internacional de Narita             | All Nippon Airways China Eastern Airlines China Southern Airlines |              |                       |              |
| Macao               |                                                |                                                                   |              |                       |              |
| Macao               | Aeropuerto Internacional de Macao              | Air China China Southern Airlines                                 |              |                       |              |
| Singapur            |                                                |                                                                   |              |                       |              |
| Singapur            | Aeropuerto Internacional de Singapur           | Scoot                                                             |              |                       |              |
| Taiwán              |                                                |                                                                   |              |                       |              |
| Taipéi              | Aeropuerto Internacional de Taiwán Taoyuan     | China Airlines China Southern Airlines EVA Air Hainan Airlines    |              |                       |              |
| Europa              |                                                |                                                                   |              |                       |              |
| Italia              |                                                |                                                                   |              |                       |              |
| Roma                | Aeropuerto de Roma-Fiumicino                   | China Southern Airlines                                           |              |                       |              |
| Rusia               |                                                |                                                                   |              |                       |              |
| Moscú               | Aeropuerto Internacional de Moscú-Sheremétievo | China Southern Airlines                                           |              |                       |              |

### Destinos de Carga
| Aerolíneas       | Destinos      |
| ---------------- | ------------- |
| Uni-Top Airlines | Madrás, Delhi |

## Estadísticas

Red Intercity de Wuhan

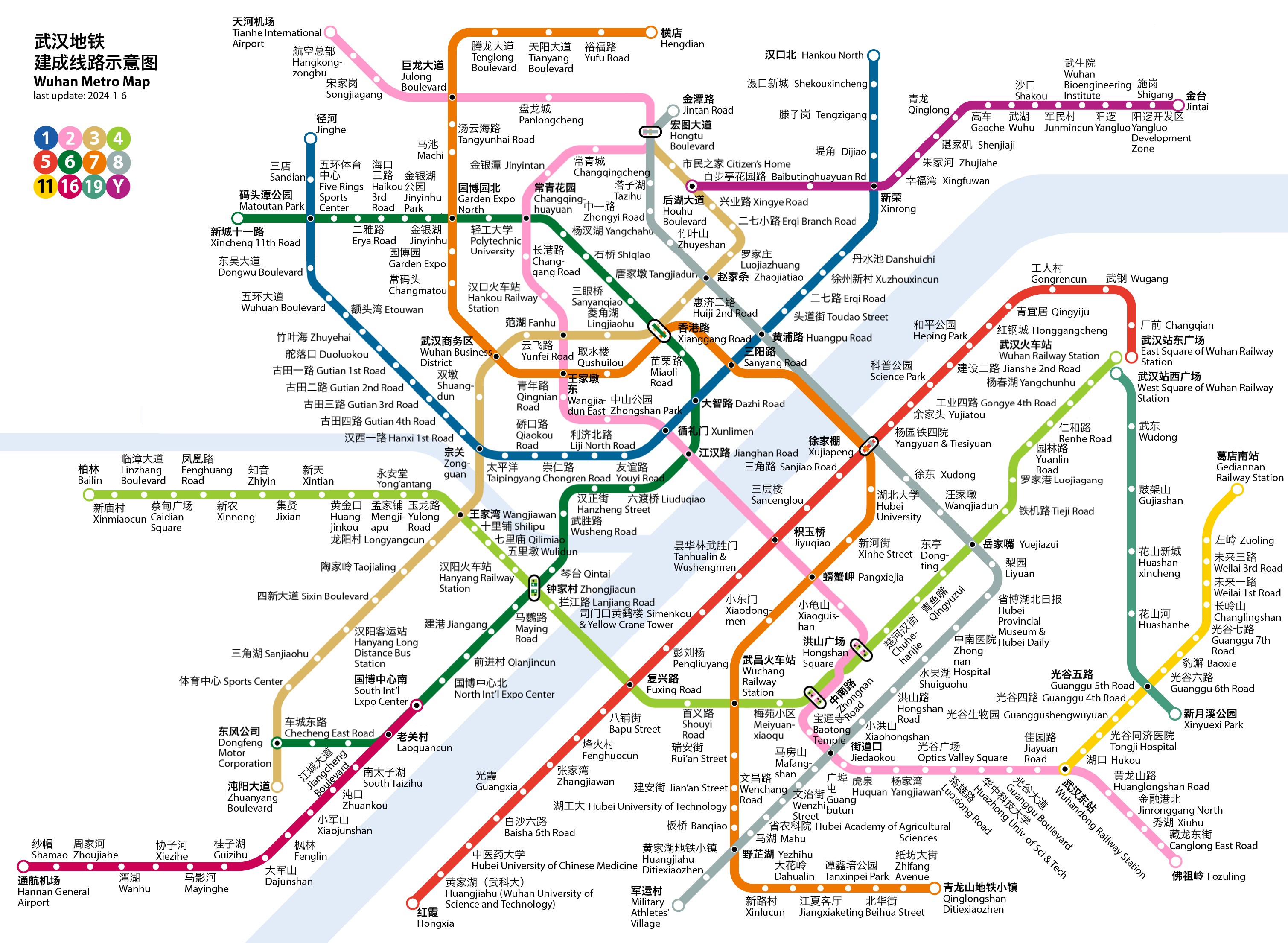
Mapa del Metro de Wuhan

Ver fuente y consulta Wikidata.